# Interferencia en láminas delgadas

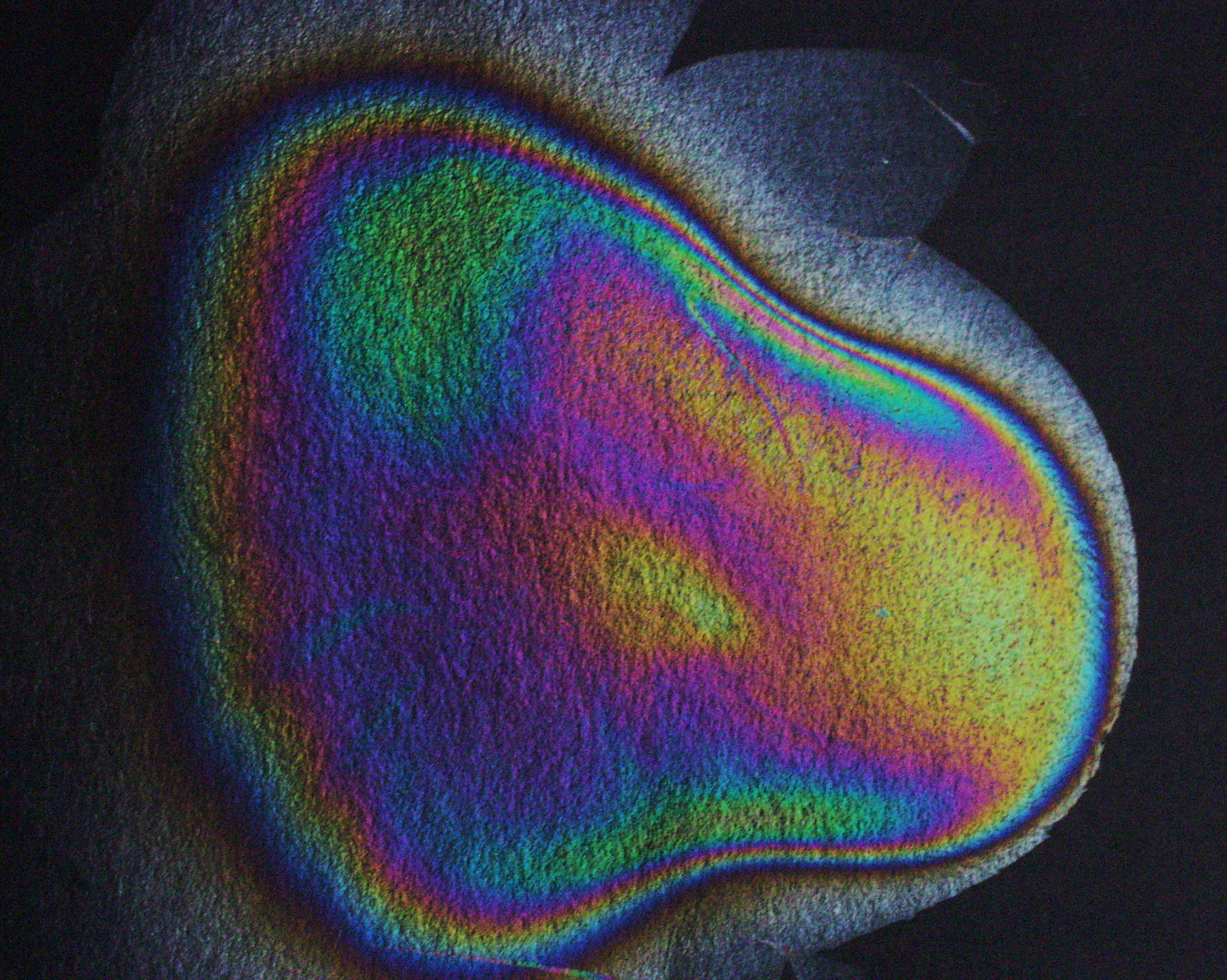
La interferencia de luz blanca en una capa de laca

Las interferencias tienen lugar cuando la luz incidente en una lámina delgada es reflejada por las superficies superior e inferior. Al llegar a la primera superficie de separación parte de la luz se refleja (A) y parte se refracta. La parte que se refracta llegará a la segunda superficie de separación donde, de nuevo, parte se refleja y parte se refracta. La parte que se refleja vuelve a la primera superficie de separación y se transmitirá al medio inicial (B). Si el espesor de la lámina es muy pequeño la distancia entre A y B puede ser muy pequeña, del orden de la longitud de onda, así que al final será como tener dos rendijas (experimento de Young), y esto dará lugar a figuras de interferencia. Un ejemplo de esto son los colores que aparecen en una pompa de jabón. Cuando la luz incidente es luz monocromática, las figuras de interferencia aparecerán como bandas claras y oscuras. Las bandas claras corresponden a las regiones en las que tiene lugar la interferencia constructiva entre las ondas reflejadas mientras que las bandas oscuras tienen lugar cuando la interferencia es destructiva.

## Ejemplos
El tipo de interferencia que tiene lugar cuando la luz se refleja en una lámina delgada depende de la longitud de onda y del ángulo de incidencia de la luz, el espesor de la lámina, los índices de refracción del material a cada uno de los lados de la lámina, y el índice de refracción de la lámina. Ejemplos concretos son las pompas del jabón, y las láminas finas de aceite de oliva 
Las láminas delgadas también se encuentran en la naturaleza. Muchos animales tienen una capa de tejido detrás de la retina, el denominado Tapetum lucidum, que incrementa la luz recibida y mejora la visión nocturna de algunos animales.

## Aplicaciones
Las láminas delgadas se utilizan de forma comercial en recubrimientos antirreflectantes, espejos, y filtros ópticos. 